# Ratxa-Letxkhumi i Baixa Svanètia
Ratxa-Letxkhumi i Baixa Svanètia (en georgià, რაჭა-ლეჩხუმი და ქვემო სვანეთი, Rach’a-Lechkhumi da Kvemo Svaneti) és una regió (mkhare) del nord-oest de Geòrgia amb una població de 28.500 habitants (2021). El seu territori té una superfície nominal de 4.954km2 , dels quals 4.600 són controlats de facto per Geòrgia. La resta està sota control d'Ossètia del Sud. La ciutat de Ambrolauri n'és la capital administrativa i des del juny de 2021 n'es el governador Parmen Margvelidze.
A l'mkhare hi ha les regions històriques de Ratxa, Letxkhúmia i part d'Svanètia, 

## Geografia
Ratxa-Lexkhumi i Baixa Svanètia està localitzada al nord del país i cobreix una superfície de 4.954 km2. El seu extre oriental està controlada per de facto per Ossètia del Sud. Fa frontera amb la regió de Mingrèlia - Alta Svanètia, a l'oest; les repúbliques russes de Kabardino-Balkària i Ossètia del Nord - Alània, al nord; Xida Kartli al sud-est i Imerècia, al sud. També amb Ossètia del Sud a l'est.
La regió està envoltada per serralades montanyoses que li fan de fronteres naturals. Ocupa l'alt val del Rioni, riu que descendeix del Caucas fins a la mar Negra. Al nord, la frontera amb Rússia, segueix l'eix montanyenc del Gran Caucas. A l'est hi ha la serra de Likhi, i a l'oest la d'Svanétia i d'Egrissi.
La regió té boscos molt espessos i pastures de muntanya. Hi ha nombrosos llacs, rius, cascades i coves que són atractives pels espeleòlegs. També hi ha nombroses fonts d'aigua mineral. L'Alt Rata és una regió d'alta montanya i hi ha estacions d'esquí des de l'època de la Unió de Repúbliques Socialistes Soviètiques. Això fa que sigui una zona d'estiueig pels habitants de la capital del país.
A la regió hi ha els rius Rioni, Tskhenistsqali i el Samtredia.

### Clima
L'altitud de la regió determina el seu clima. A Ratxa el clima és humit (A Ambroaluri hi ha una mitjana anual d'humitat del 76%), té hiverns llargs i freds i estius breus i calorosos. Letxkhumi té un clima subtropical moderadament humit degut a la influència marítima. Damunt dels 2000 meres per damunt del mar hi ha clima d'alta muntanya sens un veritable estiu, amb neu i glaceres eternes. A Tsaguei, Ambrolauri i Oni, hi ha mitjanes anuals de temperatura de 11 °C (-1.4 al gener i 20.4 al juliol). Els registres més extrems són de -25°C a l'hiver i de 38°C a l'estiu.
Degut als hiverns rigorosos, la població de la regió disminueix de manera significativa a aquesta època.

## Subdivisions

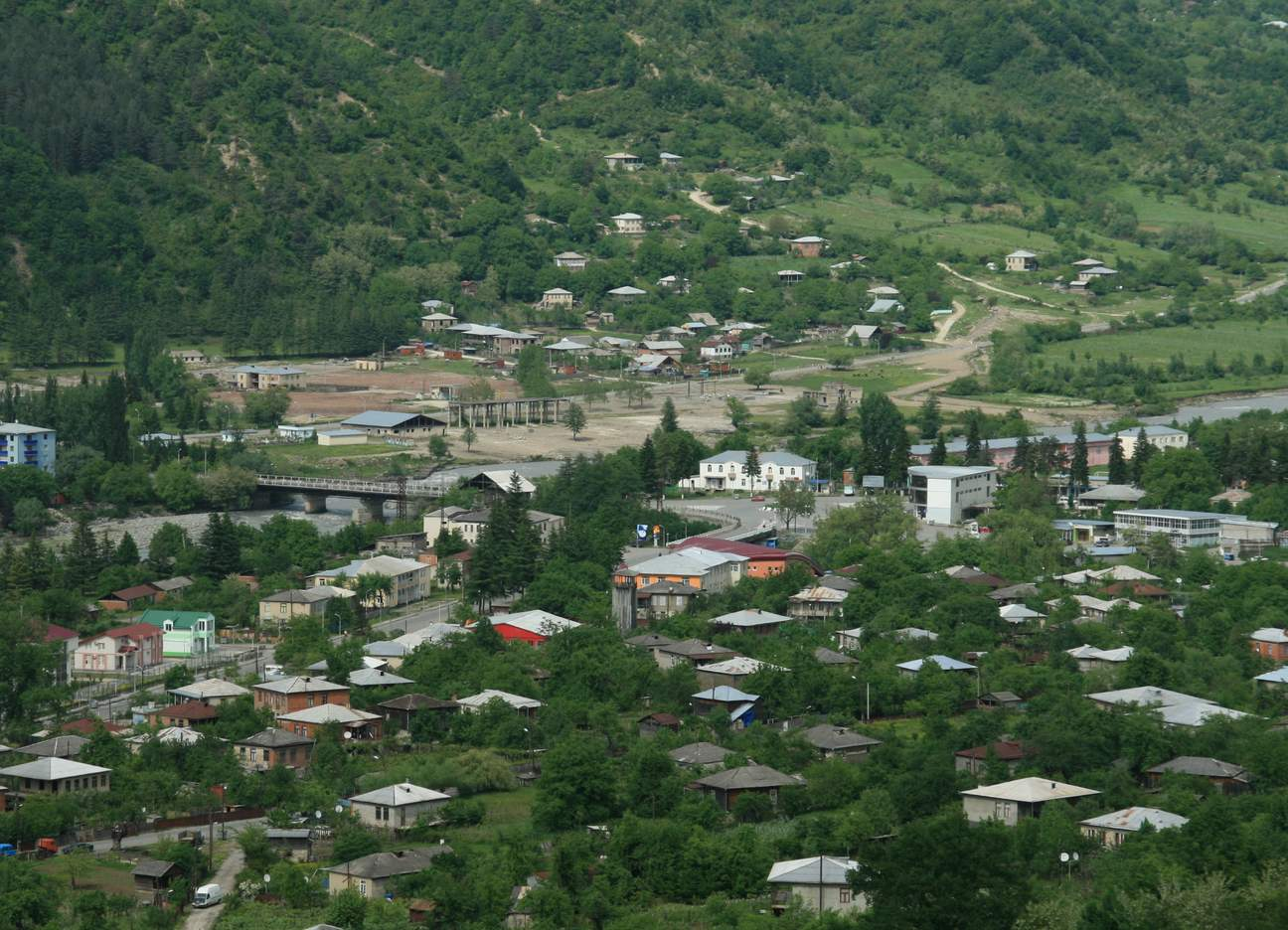
Vistes d'Ambrolauri, capital de la regió i segona ciutat més poblada

La regió té 4 municipalitats,  62 comunitats administratives (temi) i un total de 256 poblacions.

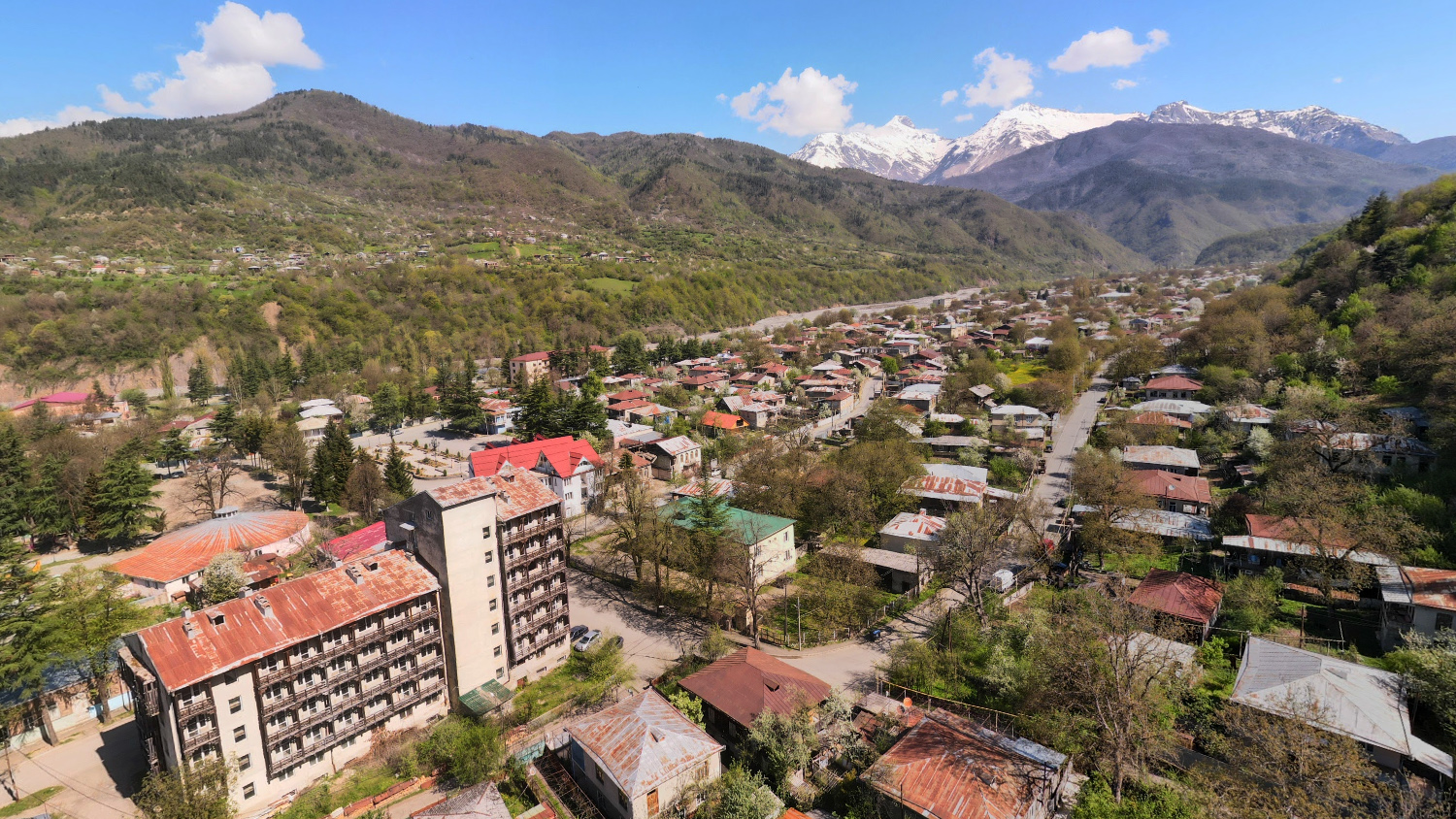
Vistes de la ciutat d'Oni

- Vistes de la ciutat d'OniTres ciutats: Ambrolauri, Oni i Tsageri.

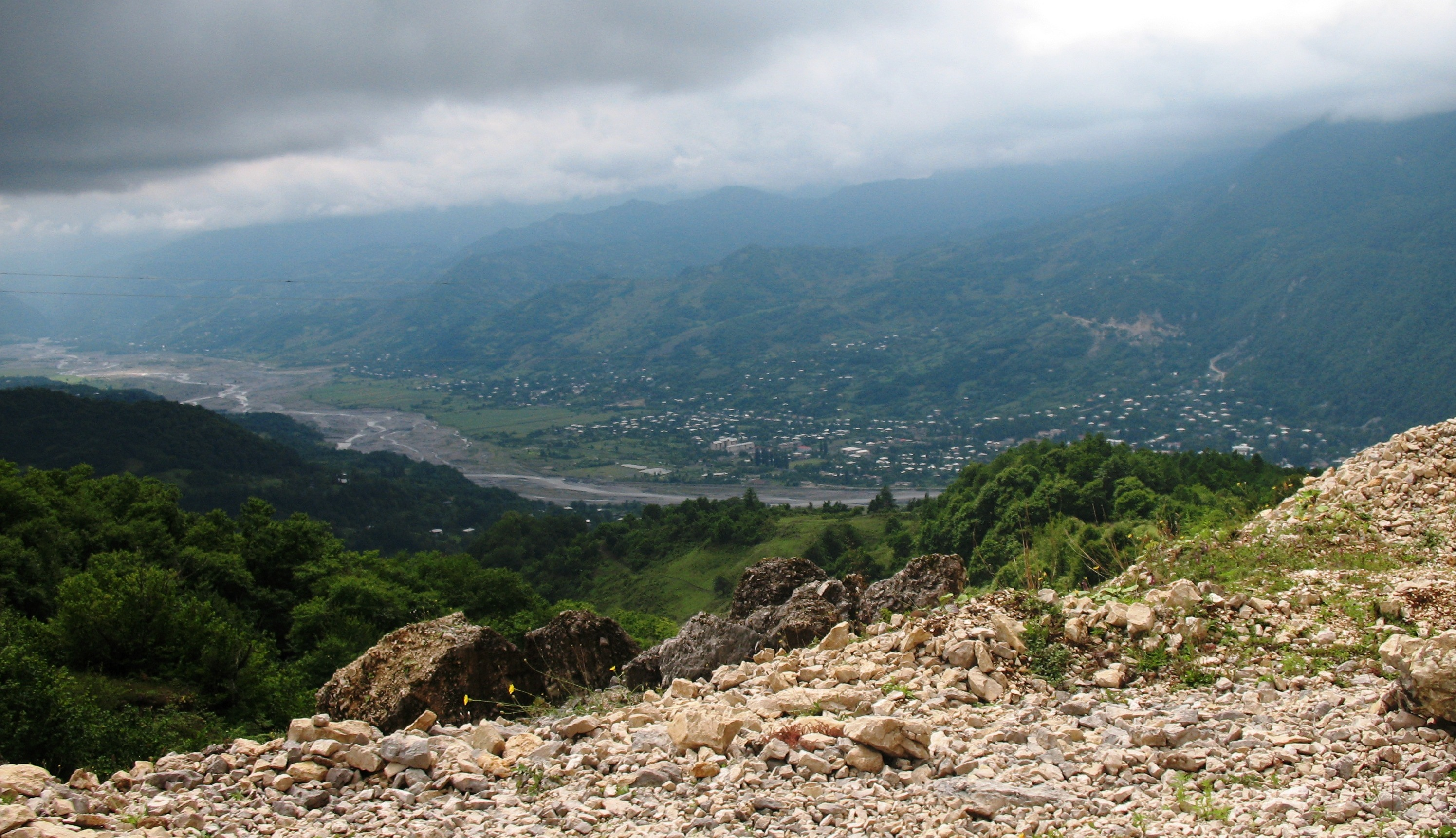
Vistes de la ciutat de Tsageri

- 2 dabes: Kharistvala i Lentekhi.
- Vistes de la ciutat de TsageriPoblats: 251

| Mapa     | Municipi   | Superfície (km2) | Densitat de poblaió (h/km2) |
| -------- | ---------- | ---------------- | --------------------------- |
|          | Ambrolauri | 1,142            | 9.1                         |
| Lentekhi | 1,344      | 3.0              |                             |
| Oni      | 1,748      | 3.2              |                             |
| Tsageri  | 755        | 11.3             |                             |
|          |            |                  |                             |

## Demografia

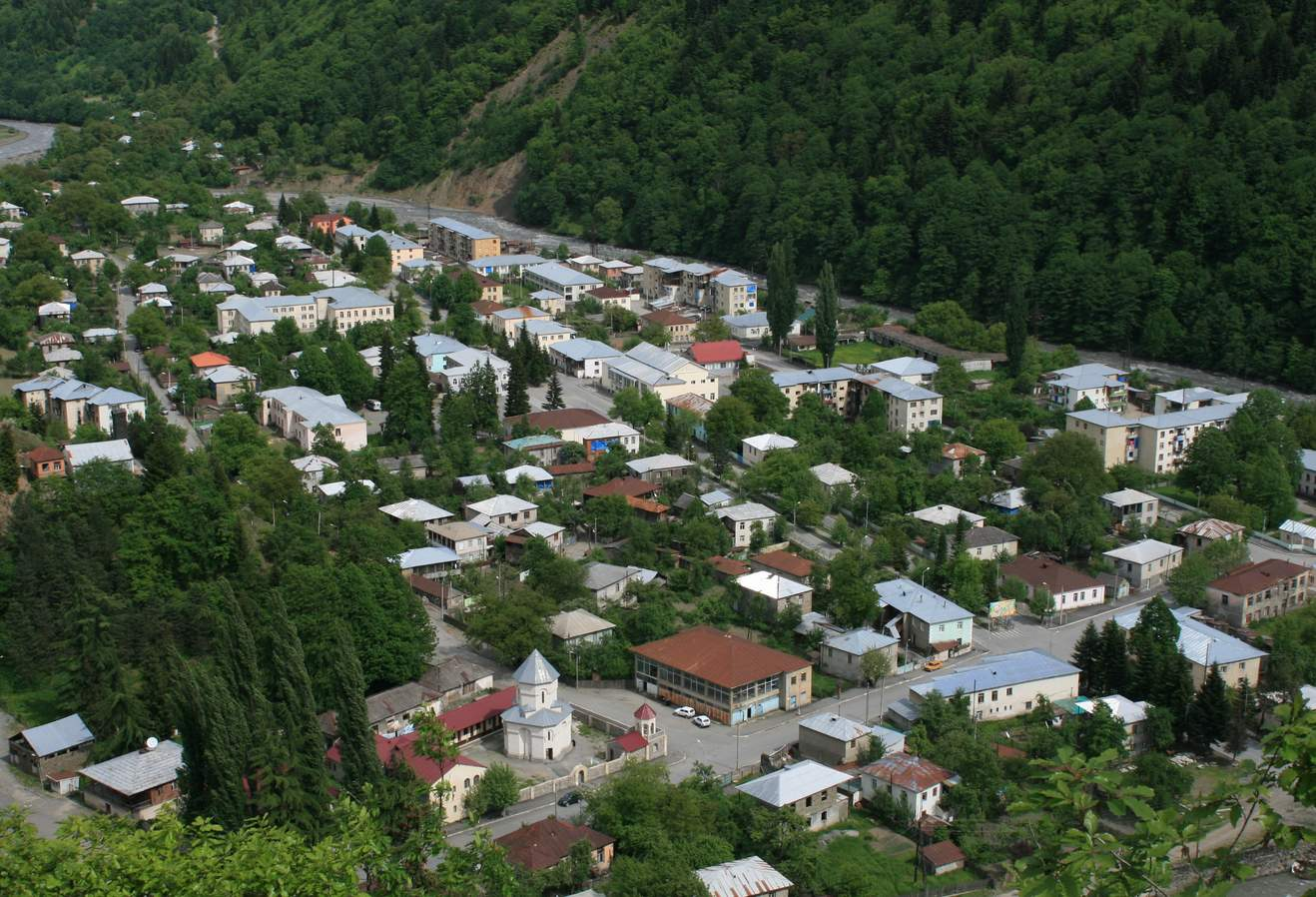
El poble de Lentekhi

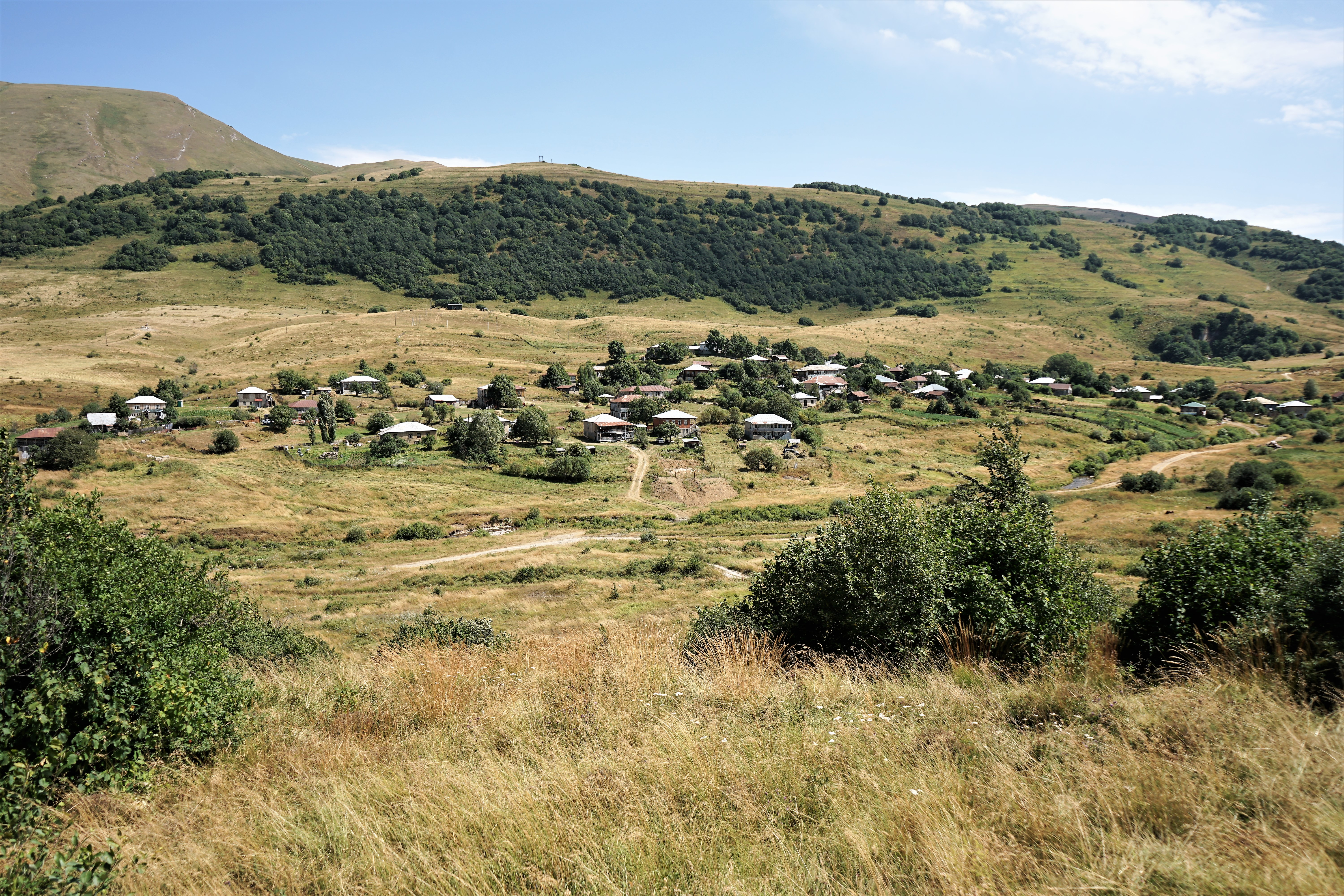
Daba de Kharistvali

Segons l'Oficina Nacional d'Estadístiques de Geòrgia, Ratxa-Lechkhumi i Baixa Svanètia té 28.500 habitants el gener de 2021. Aquesta xifra representa un decreixement de l'11% des del cens de 2014. Dels habitants totals de la regió, el 23,7% viuen en zones urbanes i el 76,7% ho fan a les rurals. És la regió menys poblada de Geòrgia i pateix una despoblació ràpida causada, parcialment per causes econòmiques.
| Ambrolauri | 26,667 | 24,128 | 20,916 | 17,065 | 16,079 | - | 11,186 | 10,405 |
| Lentekhi | 14,692 | 13,479 | 12,963 | 11,227 | 8,991  | - | 4,386  | 4,027  |
| Oni*** | 21,784 | 19,016 | 15,493 | 12,318 | 9,277  | - | 6,130  | 5,563  |
| Tsageri | 27,262 | 23,356 | 20,462 | 17,166 | 16,622 | - | 10,387 | 8,505  |
| * Segons el cens de 2014 mostra que el cens de 2002 estava inflat en un 8-9 %. ** Data corregida basada en la retro-projecció 1994-2014 en col·laboració amb l'ONU *** Part d'Oni està fora del domini del govern de Geòrgia i no ha estat comptabilitzat des de 2002. |        |        |        |        |        |   |        |        |

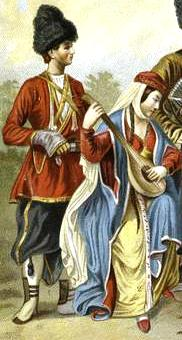
Georgians segons Gustav Mützel (1893

### Grups humans
La majoria de la població de la regió (controlada per Geòrgia) són georgians. El cens de 2014 comptabilitza 112 persones de minories, de les quals hi ha 29 russos i 28 ossetes. També hi ha armenis, ucraïnesos i grecs.

### Religió

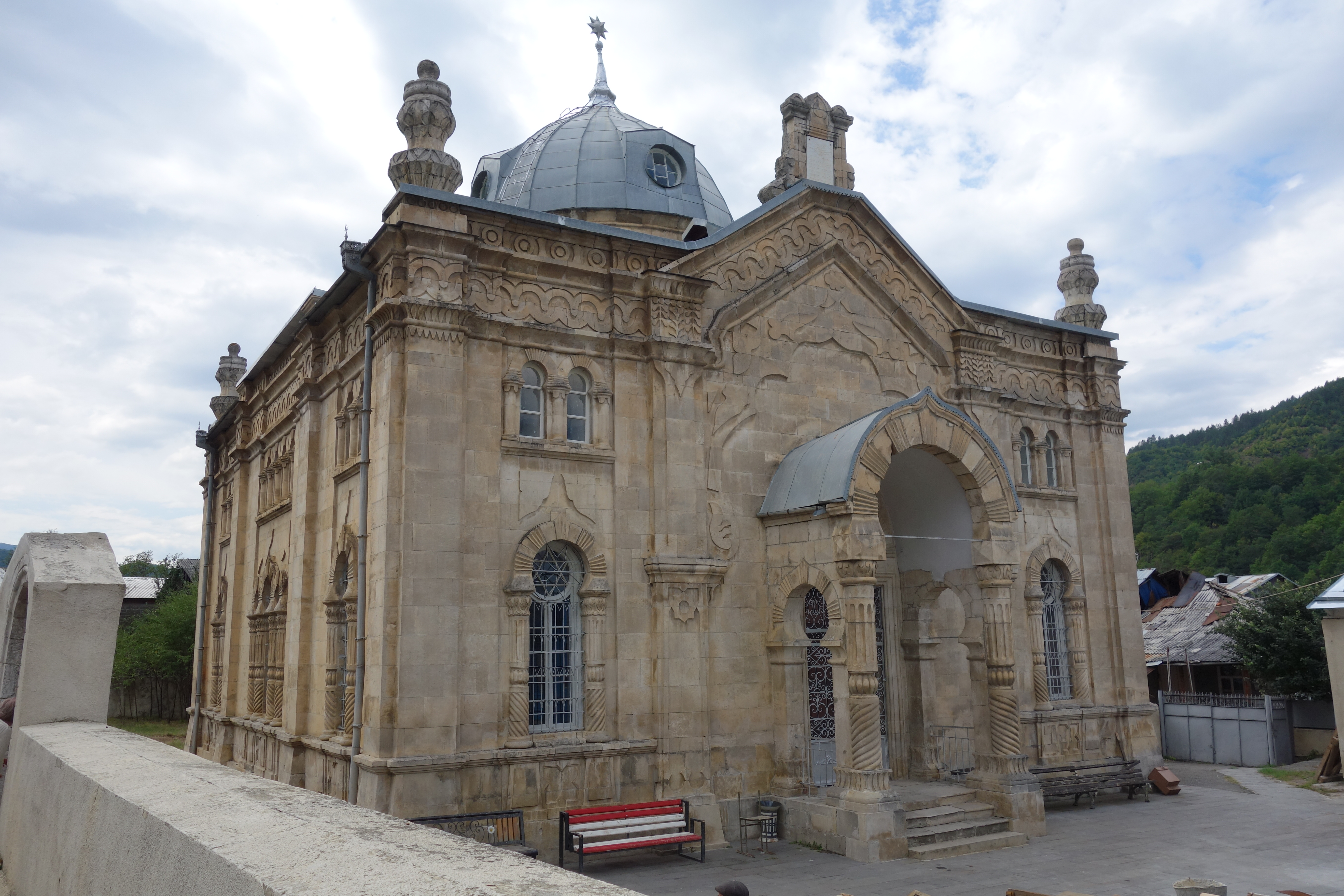
Sinagoga d'Oni

El 90% dels habitants de la zona de la regió controlada per Geòrgia es defineixen com a cristians ortodoxos. En el cens de 2014 es comptabilitzen 90 persones d'altres religions, entre els quals destaquen 69 testimonis de Jehovà. També hi ha jueus, armenis apostòlics i musulmans.
La ciutat d'Oni ha estat un dels principals centres dels jueus georgians. En el seu moment més nombrós, havien arribat a ser 3.500. Segons els censos de població d'entre el 1920 i el 1970, vivien a Oni entre 1100 i 1200 jueus. A partir del 1968 molts emigren a Israel. A partir de 1980, aquest èxode és afavorit pel ministre d'Afers Exteriors, Eduard Xevardnadze. A principis de la dècada de 1990, la majoria dels jueus han marxat d'Oni, sobretot cap a Beerxeva i el Nègueb.
La sinagoga d'Oni és la tercera més gran de Geòrgia i es va inaugurar el 1895. Està inspirada en la Gran Sinagoga de Varsòvia. Es de l'estil eclèctic polonès i es basa en les sinagogues de Tykocin i Cracòvia. Fou construït per treballadors grecs amb roques i pedres. Al 2021 la comunitat jueva d'Oni només té 12 persones i això dificulta que obrin la sinagoga.

### Llengües
Les persones de la regió parlen georgià. També es parla l'svanetià a la zona de la Baixa Svanètia, sobretot per les persones d'edat avançada.

## Història

Regió històrica de Letxkhumi

Hi ha evidències de poblament humà als territoris de Ratxa i Letxkhumi des del Neolític. La majoria de les descobertes arqueològiques provenen de l'edat del bronze. El "tresor de Tsagueri", datat entre els segles X i IX aC és un dels jaciments més destacats de la zona. Hi ha evidències que s'han explotat les mines de coure de Ratxa des d'època molt pretèrita. Amb aquest mineral s'han produït armes, vaixelles i estatuetes i s'han trobat peces del territori fins a Fenícia i l'Antic Egipte.

Regió històrica de Ratxa

La primera meció de Letxkhumi a les fonts escrites remonta a l'historiador romà d'Orient Procopi de Cesarea que va escriure al segle VI durant el regnat de l'emperador Justinià I. En aquell moment, la regió pertanyia al regne de Còlquida i és mencionada amb el nom d'Skvimnia  (en georgià, სკვიმნია) o Scymnia. D'aquesta època s'ha trobat el tresor d'Oni que està conformat per monedes d'argent.
Quan, afinals del segle VII Xida Kartli és invadida pels àrabs musulmans, part dels seus habitants fugen a Ratxa i Letxhumi, on es barregen amb la població local. A mitjans del segle X es forma el ducat de Ratxa que és enfeudat pel rei Bagrat IV de Geòrgia. Aquest ducat és un territori semiindependent fiel al Regne de Geòrgia fins que Salomó II d'Imerècia anexiona el ducat el 1789.
Sota l'Imperi Rus, Ratxa i Letxkhumi esdevenen districtes dependents de la Governació de Kutaisi, mentre que tota l'Svanètia és integrada al districte de Letxkhoumi.
El 1991 la regió pateix un terratrèmol d'intensitat 9 (Escala Medvedev-Sponheuer-Karnik) que causà la mort de 270 persones i el desplaçament de milers de refugiats. Aquest terratrèmol també afecta el patrimoni històric.

## Transports

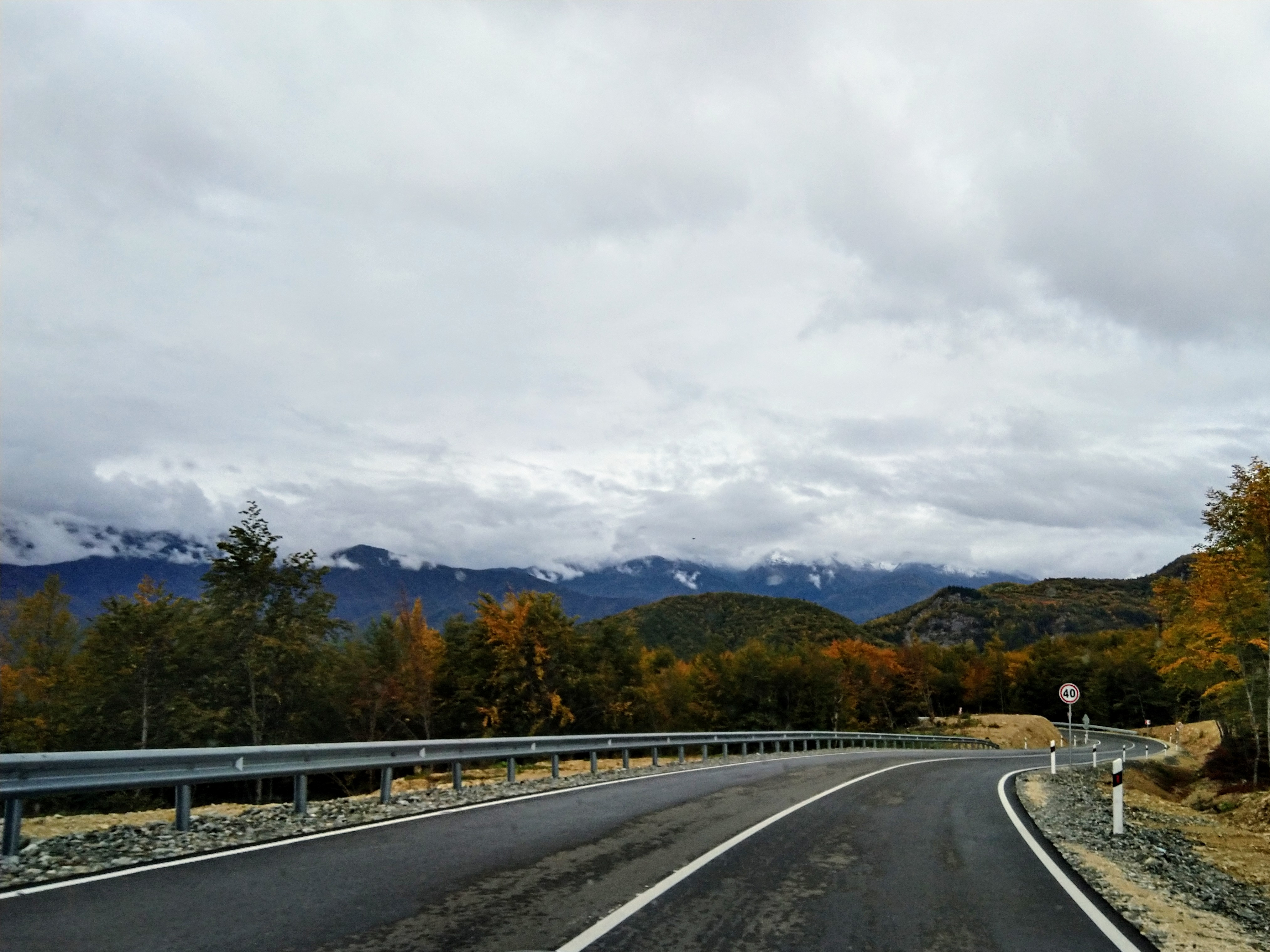
Nova carretera de Sachkhere a Oni

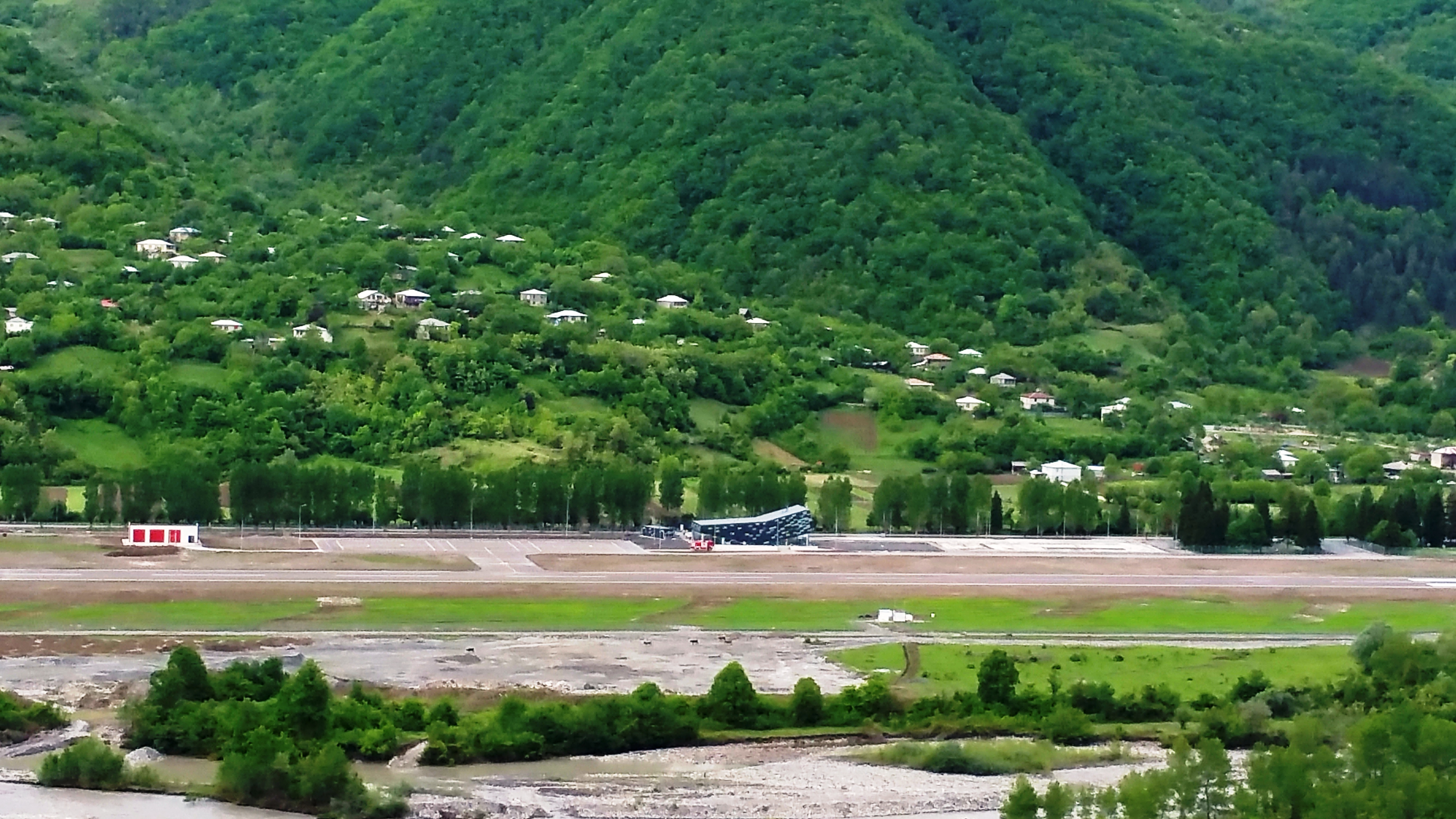
Aeroport d'Ambrolauri

Ratxa-Letxkhumi i Baixa Svanètia és una regió relativament aïllada que està connectada amb les regions veïnes de l'Alta Svanètia i Imerècia a través de carreteres nacionals. La carretera nacional Sh15 (157 km) uneix la regió amb Kutaisi i Mestia a través del pas de Zagari, situat a 2.620 metres per damunt del mar. Aquesta és l'artèria principal de l'oest i el nord de la regió. Per altra banda, la carretera nacinal SH16 és l'artèria principal que uneix el sud i l'est de la regió amb Rioni i Kutaisi i passa per Ambrolauri i Oni abans d'arribar a la frontera russa al Pass Mamison (a 2.911 metres sobre el nivell del mar). Aquesta carretera és coneguda amb el nom de carretera militar osseta i va ser construïda com un allargament de la carretera militar georgiana al segle XIX per connectar el sud de Russia amb el Governorat de Kutaisi. La carretera naciona Sh17 connecte Ambrolauri amb el centre de Geòrgia 
El 2021 s'ha obert una nova carretera entre Oni i el centre del país que comença a Sachkhere (Imereti) i recorre la serra de Ratxa.
El 2017 s'obre un aeroport a Ambrolauri. La companyia aèria Vanilla Sky Airlines hi opera amb vols entre Ambrolauri i l'aeroport regional de Natkhtari, a prop de Tblisi. L'estació de ferrocarril més propera a la regió està a Tkibuli, Imerècia.

## Economia

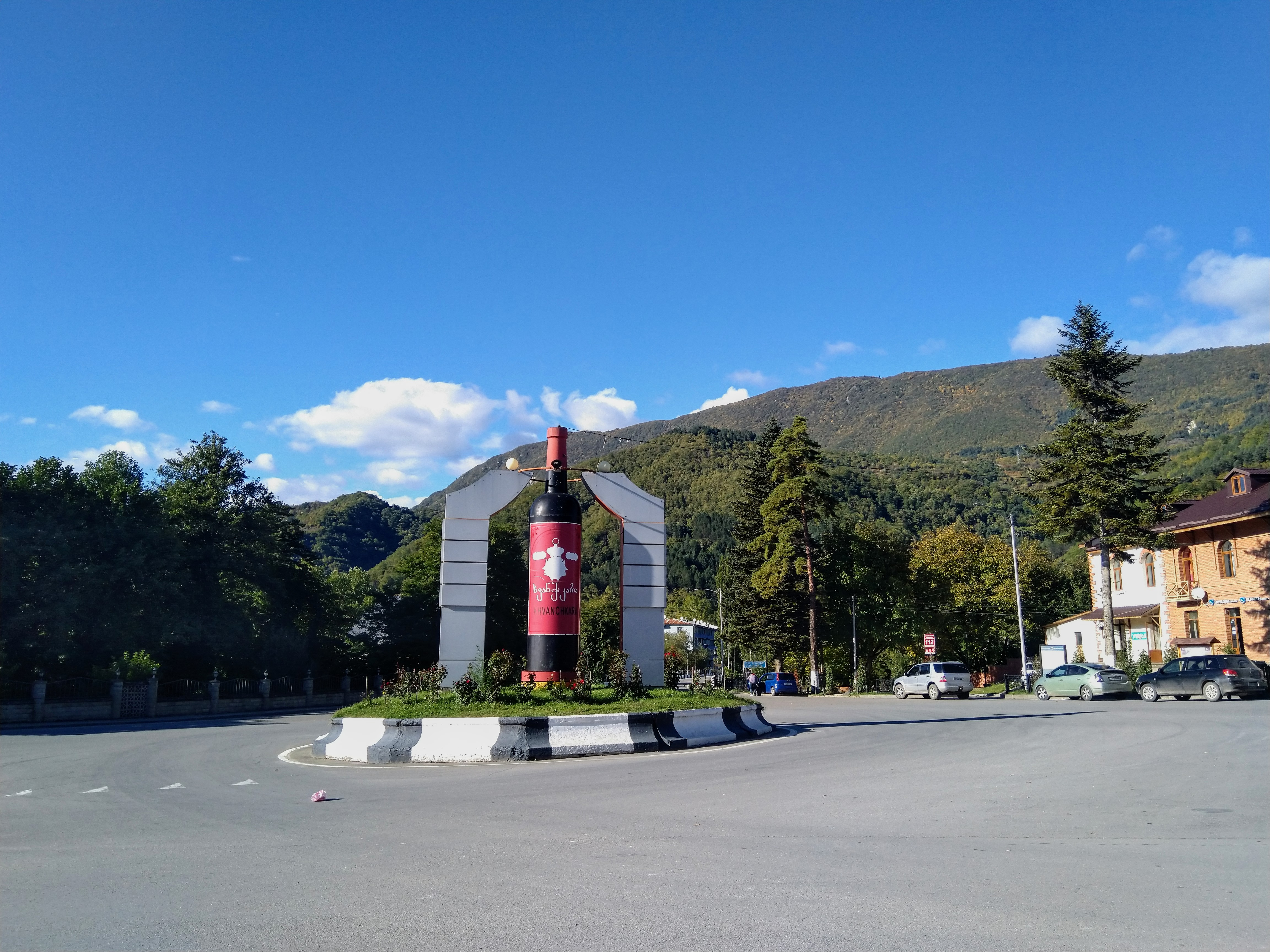
Monument al vi de Khvanchkara al centre d'Ambrolauri

Gran part de la regió és montanyosa i la seva economia es basa en l'economia a les valls. S'hi cultiven patates i vinya. La ramaderia també és un sector important. El 2020a regió aporta el 0,6% de la producció de Geòrgia.
La zona d'Ambrolauri és coneguda per la producció vinícola. El vi roig Khvanchkara, popular a l'antiga URSS és produït en aquesta zona. El nom d'aquest vi prové del poblat de Khvanchkara que està situat a 12 km a l'oest de la ciutat.

## Turisme i patrimoni

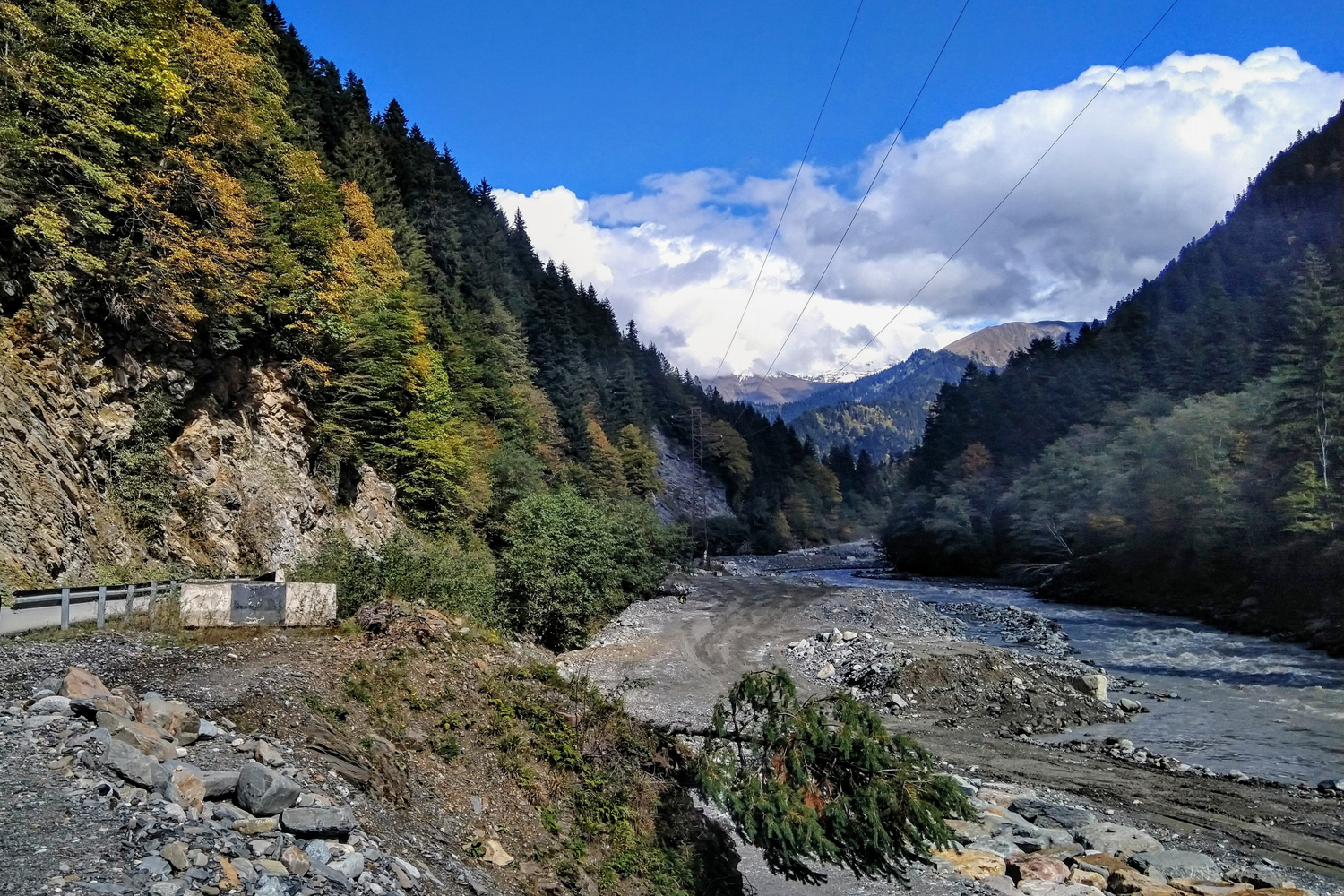
Canyó del riu Rione a l'Alt Ratxa

La regió de Ratxa-Letxkhumi i Baixa Svanètia és una zona popular de turisme de montanya i té molts atractius naturals i culturals.A Svanètia hi ha el Parc Nacional d'Svanètia, que està classificat com a Patrimoni de la Humanitat per la UNESCO.
Els principals atractius turístics de Ratxa són:
- Catedral de Sant Nicolau de Nikortsminda, del segle XI.
- Església Barakoni de la Mare de Déu al poble de Tsesi. Construïda el 1753.
- Vistes de TsageriPantà de Shaori.

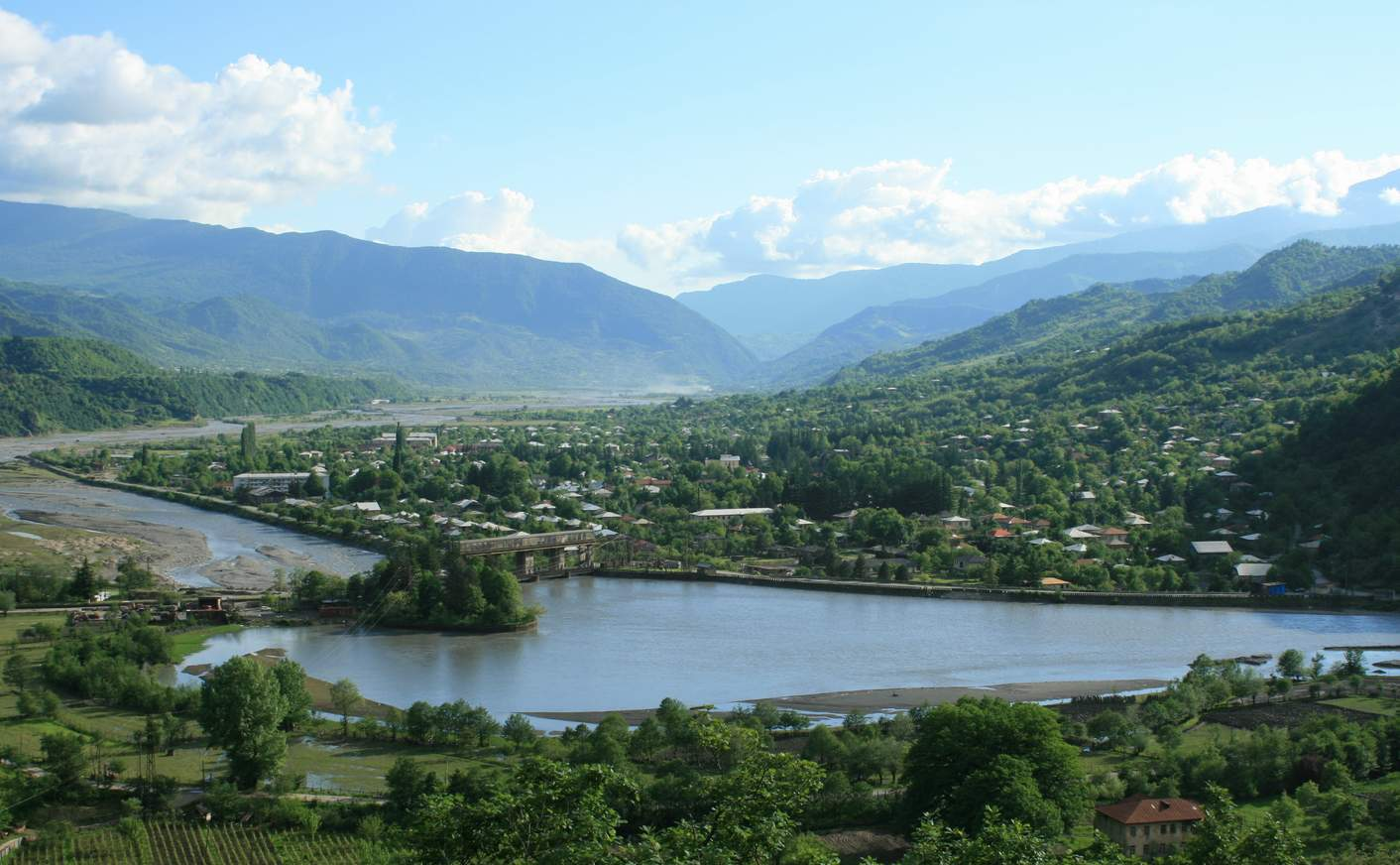
Vistes de Tsageri

- El poble medieval de Khotevi. Té l'església de l'Arcàngel del segle XI i una fortalesa del segle XVI.
- Bodegues i vinyes d'Ambrolauri.
- Riu Rioni, on s'hi pot practicar el ràfting.
- Oni. Ciutat rústica que té un museu arqueològic i la sinagoga d'Oni.
- El poblat de Gebi té un jaciment arqueològic de l'edat de bronze. S'hi produïa bronze des del segle XVI aC.

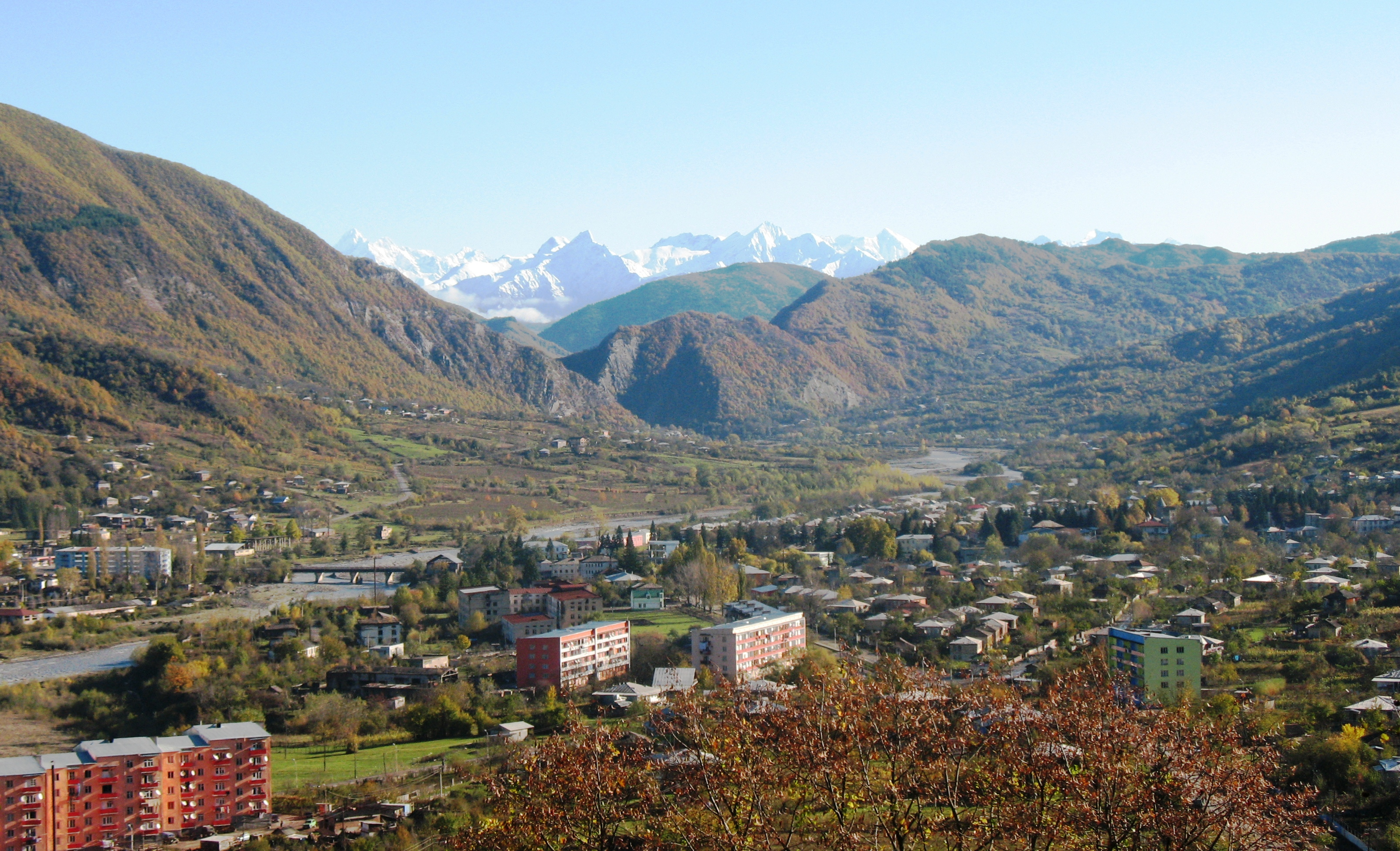
Vistes d'Ambrolauri

- Vistes d'AmbrolauriChiora, considerat considerat el poble més bonic de Ratxa, situat a 1.360 metres sobre el nivell del mar. Té dues esglésies i torres de defensa.[19]
- L'estació d'esquí alpí de Shovi.També té fonts d'aigua mineral i és una destinació d'escalada.
- Utsera, amb 28 fonts d'aigua mineral. Té banys terapèutics.

Els principals atractius turístics de Letxkhumi són:
- El mont Khvamli (2.002 m.), un massís rocallós a les gorges dels rius Rioni i Tskhenistskali. Zona de trèking. És considerada com la montanya llegendària Khvamli que va ser visitada per Jàson i els argonautes i la montanya on Zeus va encadenar a Prometeu per haver ensenyat als humans a dominar el foc.[19]

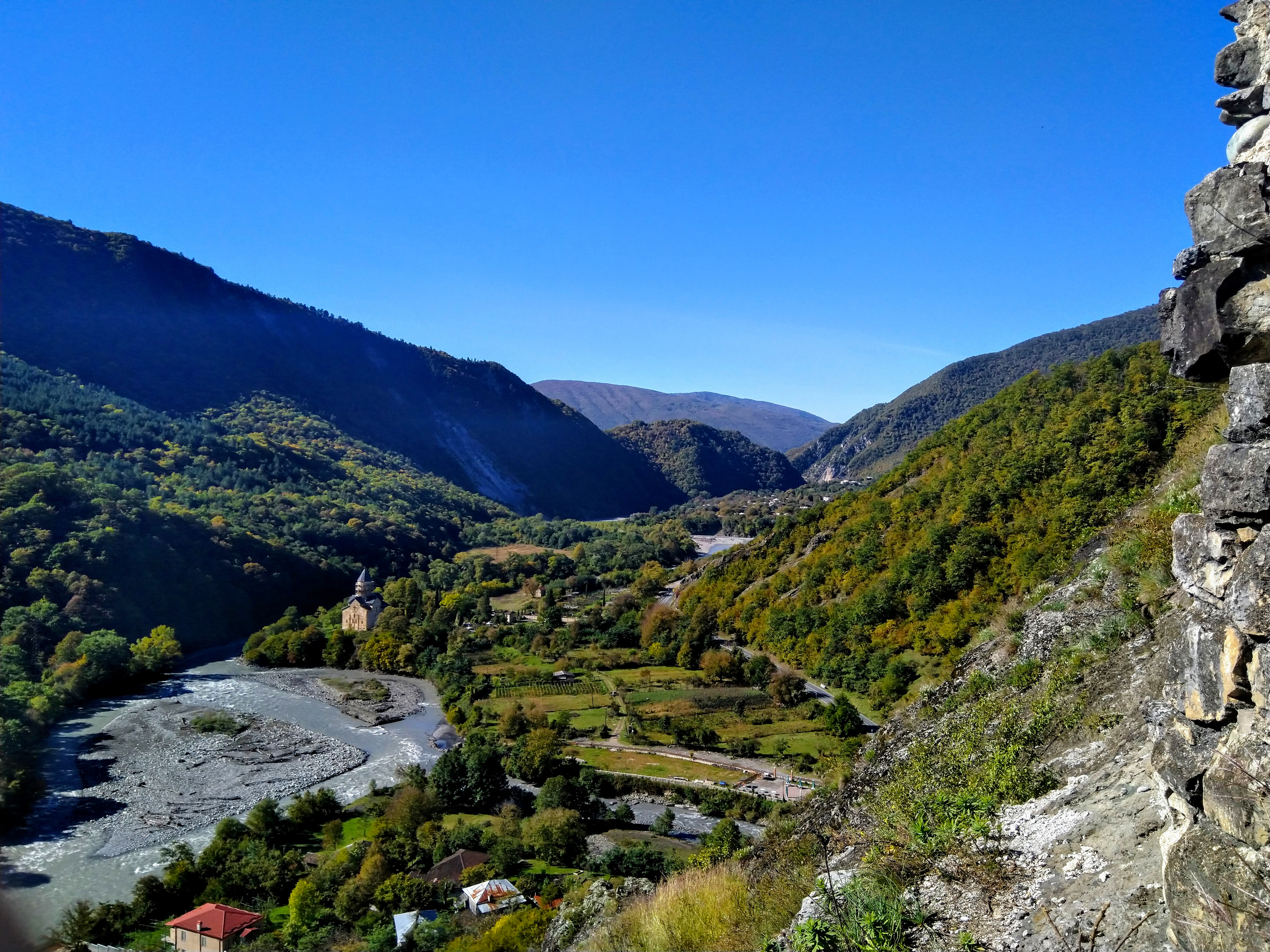
Tsesi i església de Barakoni

- Tsesi i església de BarakoniMuseu Lado Asatiani, al poble de Bardnala. És la casa-museu del poeta georgià Lado Asatiani.
- Museu d'història de Tsageri. Té restes arqueològiques des de l'edat de bronze que s'han trobat a les regions de Letxkhumi i Baixa Svanètia.
- Resort Lashichala, a 20 km de Tsageri. És un resort terapèutic termal.
- Sairme Pillars. Són formacions rocalloses famoses entre els escaladors. Als seus voltants hi ha ruïnes medievals.

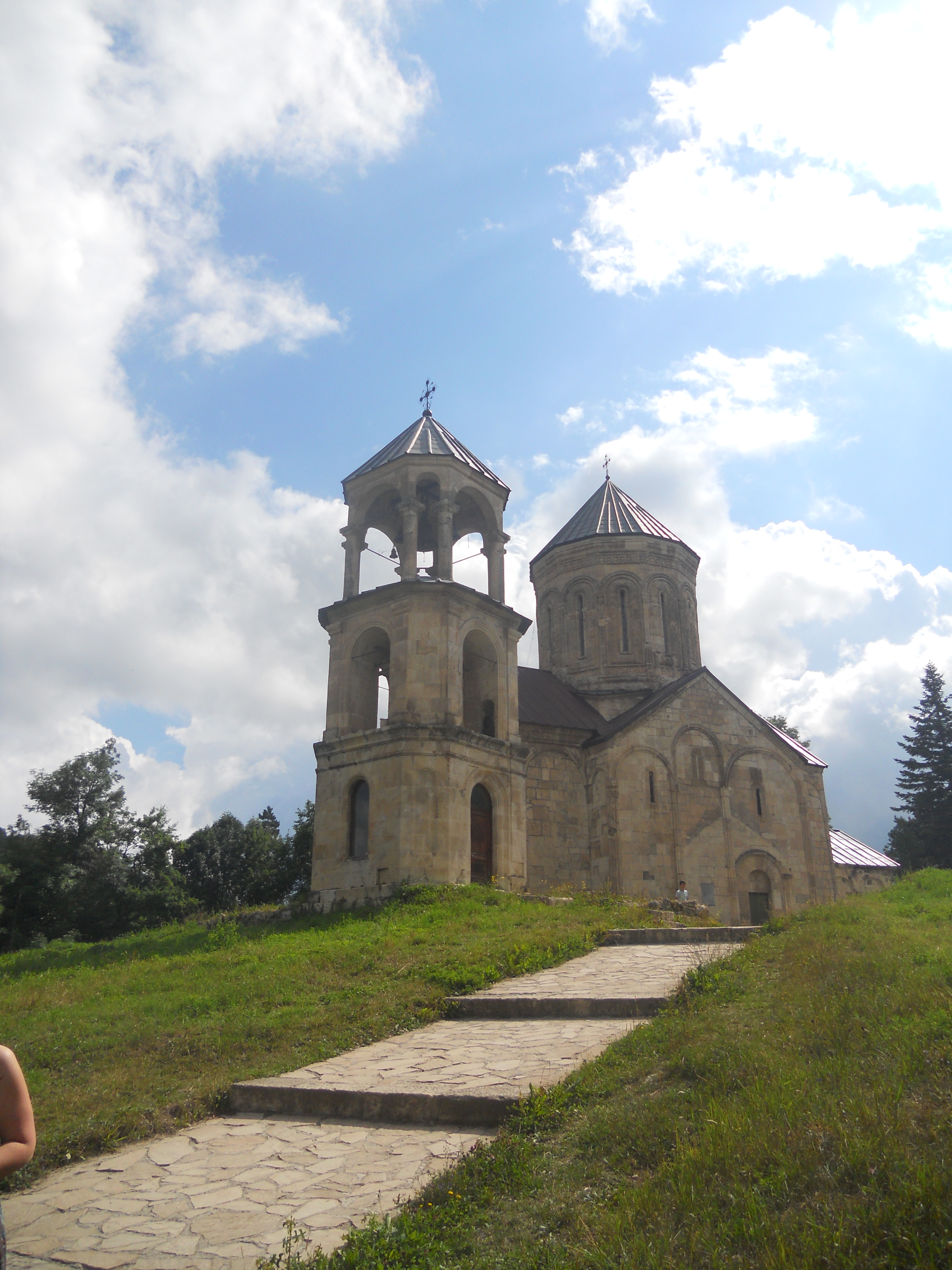
Catedral de Nikortsminda

- Catedral de NikortsmindaCanyó de Zeskho, una gorja de 19 km a la riba del riu Tskhenistskali, a 34 km de Tsageri. S'hi fan esports d'aventura i és la sortida per a assolir el pic d'Ailama (4.546 m.). Té fonts termals. Aquest canyó també connecta la Baixa Svanètia amb l'Alta Svanètia pel pas de Latpari (2.830 m.), que és una zona de trèkking.

## Vegeu també

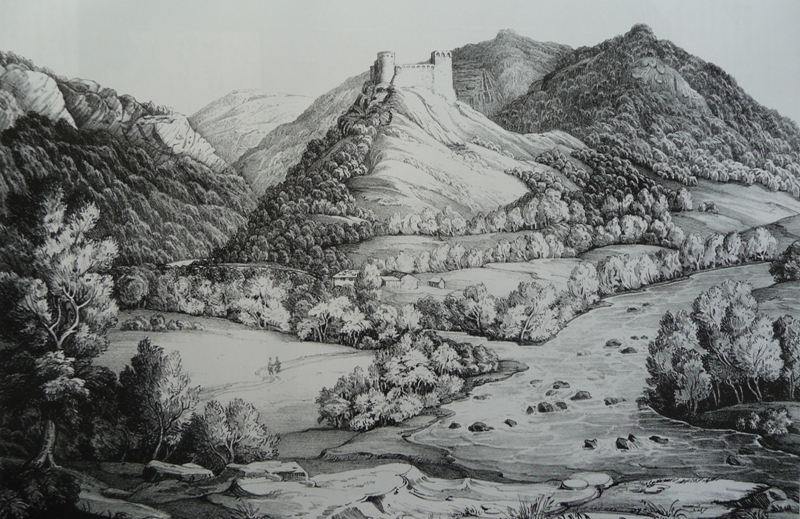
Castell de Minda dibuixat per Fridrich Dubois de Montpereux (avui en dia en ruïnes).

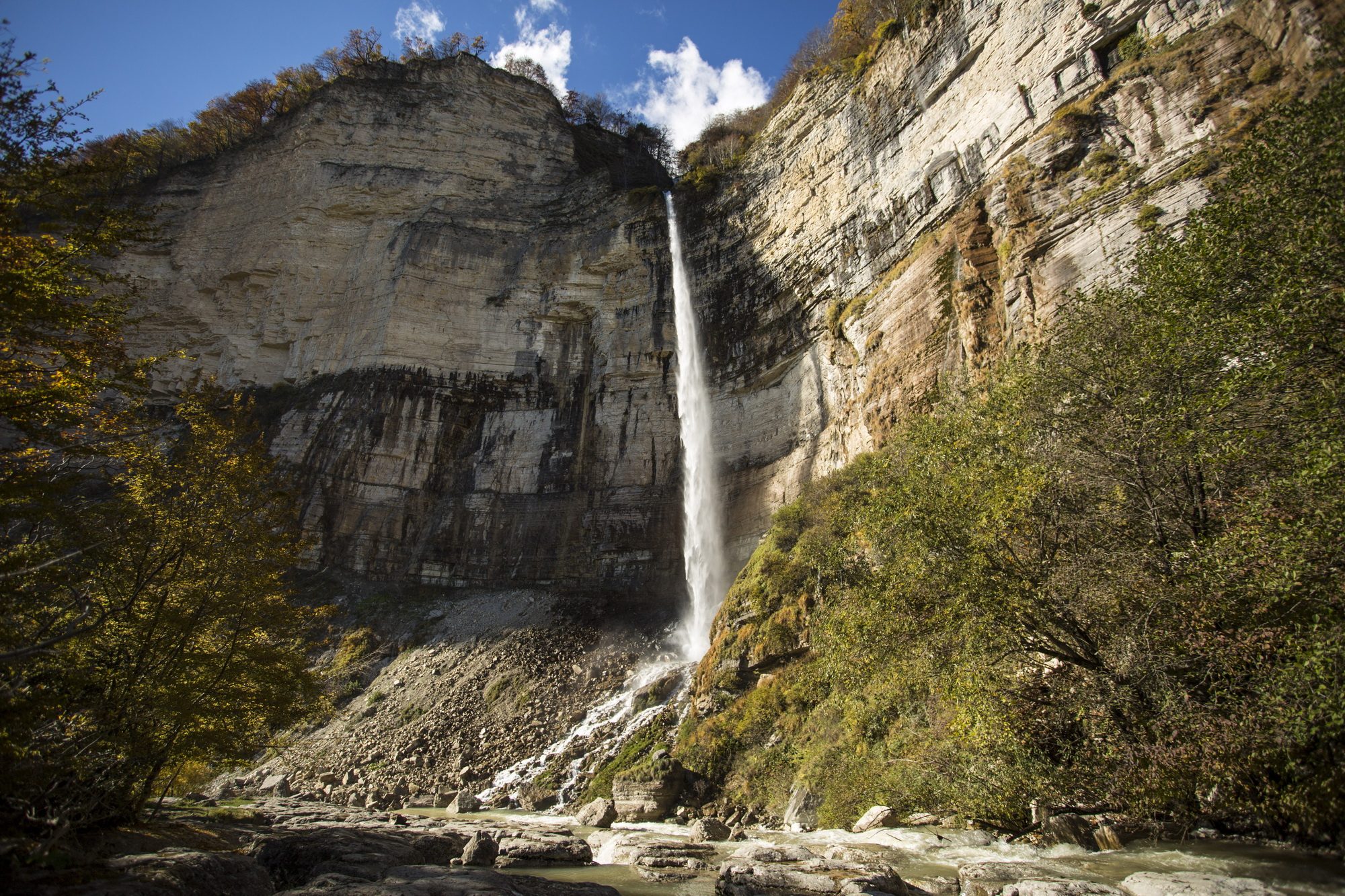
Cascada de Kintxkha

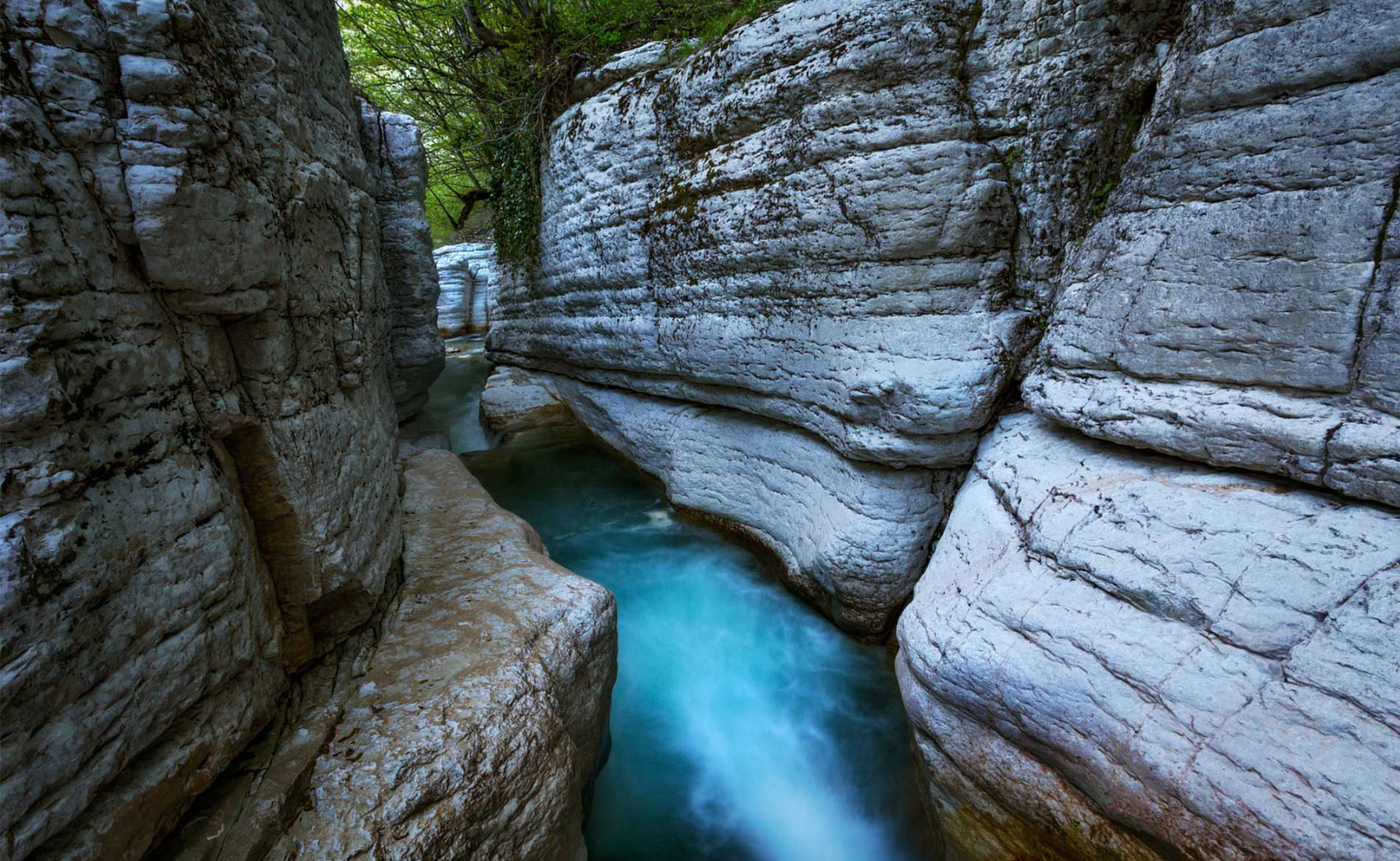
Canyó d'Okatse